# Final de trajecte
Final de trajecte (títol original: End of the Line) és una pel·lícula estatunidenca dirigida per Jay Russell i estrenada el 1987. Ha estat doblada al català

## Argument
Jutjant poc rendible algunes línies de tren, una companyia de transports ferroviaris decideix tancar-les. Aquesta clausura condemna els treballadors a  l'atur. Però dos empleats, refusant  sotmetre's, decideixen robar una locomotora amb la finalitat d'anar a la seu de la seva empresa.

## Repartiment
- Wilford Brimley: Will Haney
- Levon Helm: Leo Pickett
- Kevin Bacon: Everett
- Bob Balaban: Warren Agarbar
- Barbara Barrie: Jean Haney
- Judy Benson: Lucille
- Michael Beach: Alvin
- Carroll Dee Bland: Chester
- Henderson Forsythe: Thomas Clinton
- Holly Hunter: Charlotte
- Mary Steenburgen: Rosa Pickett
- Clay Crosby: el bomber

## Rebuda
Final de trajecte ha obtingut el 60 % de crítiques favorables al lloc Rotten Tomatoes, basat en cinc comentaris i una nota mitjana de 5.4/10
Distribuida en poques sales, la pel·lícula va recollir  25.000 dòlars en la seva primera i única setmana en sales.